# Caligari Film
Die Caligari Film- und Fernsehproduktions GmbH wurde 1986 von Gabriele M. Walther gegründet und ist eine Produktionsfirma in München. In der Geschichte entwickelte und produzierte man genreübergreifend Programme, die mit zahlreichen Preisen ausgezeichnet wurden. Das Portfolio reicht von Kinoproduktionen im Animationsbereich über Entertainment-Formate bis hin zu Fiction-Programmen und Dokumentationen. Das Unternehmen hat Standorte in Stuttgart (Traffix Entertainment), Köln (Caligari Entertainment) und Berlin (Synergy Film).

## Produktionen
Die Animations-Produktionen umfassen Titel wie Käpt’n Sharky, Der kleine Drache Kokosnuss, Ritter Rost, Prinzessin Lillifee, Der Mondbär und Felix, der Hase. Im Bereich der fiktionalen Formate produzierte Caligari Film die Sitcom Hausmeister Krause oder der Endzeit-Thriller Hell, welcher sechs Nominierungen für den Deutschen Filmpreis (2012) erhielt. Für Der Haustier-Check, produzierte Caligari Film bereits die 4. Staffel, die Dokumentation Kanalschwimmer erhielt den Deutschen Fernsehpreis und den Baden-Württembergischen Dokumentarfilmpreis (2005).

## Filmografie

### Animation

#### Kino
- 2005: Felix – Ein Hase auf Weltreise ZDF, KiKA – in Koproduktion mit der ndF GmbH; Prädikat „wertvoll“ (FBW)
- 2006: Felix 2 – Der Hase und die verflixte Zeitmaschine ZDF, KiKA – in Koproduktion mit der ndF GmbH; Prädikat „wertvoll“ (FBW)
- 2008: Der Mondbär – Das große Kinoabenteuer ZDF – in Koproduktion mit der ndF GmbH
- 2009: Prinzessin Lillifee (Kinostart 26. März 2009) WDR – in Koproduktion mit der ndF GmbH; ca. 1,2 Millionen Zuschauer im deutschsprachigen Raum
- 2011: Prinzessin Lillifee und das kleine Einhorn (Kinofilm 70 min.) – in Koproduktion mit WunderWerk GmbH
- 2013: Ritter Rost – Eisenhart und voll verbeult (3D-Kinofilm 90 min.) – in Koproduktion mit ZDF
- 2014: Der kleine Drache Kokosnuss[1] (3D-Kinofilm 82 min.) – in Koproduktion mit Universum Film und ZDF
- 2017: Ritter Rost 2 – Das Schrottkomplott (3D-Kinofilm 85 min.) – in Koproduktion mit ZDF, Universum Film, Synergy Film und Caligari Entertainment
- 2018: Käpt’n Sharky[2] (3D-Kinofilm 78 min.) – in Koproduktion mit Universum Film
- 2018: Der kleine Drache Kokosnuss – Auf in den Dschungel! (3D-Kinofilm 80 min.) – in Koproduktion mit ZDF, Universum Film und Caligari Film

#### Fernsehserien
- 2001–2002: Briefe von Felix (26-teilige TV-Serie) ZDF, KiKA – in Koproduktion mit der ndF GmbH
- 2004–2002: Die Nimbols (26-teilige TV-Serie); Super RTL
- 2005–2006: Briefe von Felix (2. Staffel / 26-teilige TV-Serie); ZDF, KiKA – in Koproduktion mit der ndF GmbH
- 2008–2009: Der Mondbär (2 Staffeln / 48-teilige TV-Serie); ZDF, KiKA – in Koproduktion mit der ndF GmbH
- 2011: Prinzessin Lillifee (26-teilige TV-Serie) – in Koproduktion mit WunderWerk GmbH
- 2013: Ritter Rost (52-teilige TV-Serie); ZDF – in Kooperation mit Caligari Film GmbH und Sony Enterprises
- 2015: Der kleine Drache Kokosnuss (52-teilige TV-Serie) – Caligari Film in Koproduktion mit Universum Film
- 2019: Der kleine Drache Kokosnuss 2 (52-teilige TV-Serie); (In Produktion. Erscheinungsdatum 2020) – Caligari Film in Koproduktion mit Universum Film
- 2019: Die Muskeltiere (45-teilige TV-Serie); (Erscheinungsdatum 2020) – Caligari Film in Koproduktion mit Universum Film
- 2023: Mandy und die Mächte des Bösen (Prime Video; Caligari Film in Koproduktion mit Samsara Filmproduktion)

### Fiktion

#### Fernsehen
- 1992–1993: Hilfe, meine Familie spinnt (Sitcom-Serie 26 x 25 min.) – RTL
- 1992–1993: Ein Job fürs Leben (Sitcom-Serie 26 x 25 min.) – RTL
- 1994: Corinna (Sitcom-Serie 26 x 25 min.) – RTL
- 1997: Durch dick und dünn (TV-Movie 90 min.) – ZDF
- 1998–2009: Hausmeister Krause (Comedy-Serie 88 × 25 min.) für Sat.1 – in Koproduktion mit Constantin Film
- 2009: Entscheidung in den Wolken (TV-Movie 90 min.), Sat.1, ORF – in Koproduktion mit MR-Film Ges.m.b.H, Wien – Erstausstrahlung 10. Februar 2009
- 2009: Das Ende der Nacht; in Koproduktion mit Vega Film (CH) und Seven Pictures; Regie: Tim Fehlbaum; Executive Producer: Roland Emmerich
- 2014: Seitensprung (Fernsehfilm, 90 min., Komödie) – im Auftrag der ARD Degeto
- 2014: Livespiel (TV-Serie) – KIKA
- 2019: Pan Tau (Action Comedy TV-Serie mit single Kamera 7 x 44 min.) – Caligari Film

### Dokumentation

#### Fernsehen
- 1985: Harald Reinl – Kino ohne Probleme; BR
- 1985: Das gesprengte Korsett – oder: Die Lust am Körper; ZDF
- 1986: China mit meinen Augen; WDR
- 1986: Tattoo – Zeichen auf der Haut; SDR
- 1986: Hotels (16-teilige Dokuserie / bis 1994) ZDF, ORF, SRG, La Sept
- 1991: Serienmörder; RTLplus
- 1991: Portrait Nina Hagen; RTLplus
- 1991–1992: Happy Hour – Bars der Welt (20-teilige Dokuserie); HR
- 1991–1992: Hannibal – Legenden der Geschichte; ZDF (Sphinx), Discovery Channel, ARTE
- 1993–1994: Hideouts of Love (12-teilige Dokuserie); RTL
- 1995: Naturgewalten (4-teilige Dokumentation); ZDF
- 1996–1997: Naturschätze (3-teilige Dokumentation); Kabel1
- 1997–1999: Trägodien der Technik (5-teilige Dokumentation); ZDF
- 1998: Amokläufer – Tod im Kugelhagel; ProSieben
- 1998: Bonn packt (6-teilige Dokumentation); ZDF
- 1998: Fußballfieber (5-teilige Dokusoap); ZDF, KiKA
- 1999–2000: Das Klassenbuch; BR
- 2001: Die lange Nacht der Katastrophen; ZDF
- 2001: Mythos Mercedes; ZDF
- 2001: Mai Girl (2-teilige Dokusoap); WDR
- 2001–2002: Mordfall Kaspar Hauser; ZDF (Sphinx)
- 2002: Elemente des Lebens (4-teilige Dokumentation); ZDF-Abenteuer Wissen
- 2003: Feste, Bräuche und Geschichten (13-teilige Dokusoap) MDR
- 2003: Alarmstufe Rot; ZDF (Abenteuer Wissen)
- 2003: Es geschah im Dschungel; ZDF (Abenteuer Wissen)
- 2003: Schmetterlinge im Bauch; ZDF (Abenteuer Wissen)
- 2003–2004: Marie Antoinette – Vom Thron zum Schafott; ZDF-Sphinx – Geheimnisse der Geschichte
- 2004: Kanalschwimmer; ZDF (Das kleine Fernsehspiel); Deutscher Fernsehpreis 2005 in der Kategorie „Beste Dokumentation“
- 2005: Houwelandt – Ein Roman entsteht (Langzeitdokumentation) in Kooperation mit 3sat und Goethe-Institut
- 2005: Hightech für Champions – Die Münchner Arena Discovery Channel
- 2005: Willkommen – Die Allianz Arena; Free-TV
- 2005–2006: Der Mann auf dem Grabtuch; ZDF (Sphinx),
- 2005–2006: Johanna von Orléans; ZDF (Sphinx)
- 2007: Troja – Die wahre Geschichte; ZDF
- 2008: Ramstein – die Flugtagkatastrophe; ARD
- 2008: Das Rätsel der Zugvögel; ZDF (Abenteuer Wissen)
- 2008: Tauchfahrt in die Vergangenheit – Der Untergang der „Deutschland“; ZDF
- 2009: Algen – Retter aus dem Mikrokosmos; ZDF (Abenteuer Wissen)
- 2009: Lost Town
- 2009: Zeitzünder – Wer entschärft die Bevölkerungsbombe?, ZDF (Abenteuer Forschung)
- 2009: Wale – Gärtner der Meere; ZDF (Abenteuer Wissen)
- 2009: Taxi nach Königsberg; SWR
- 2010: Riskanter Vorstoß – Eroberung des Untergrunds; ZDF (Abenteuer Forschung)
- 2010: Alles Lug und Trug – Lüge als Erfolgsrezept; ZDF (Abenteuer Forschung)
- 2010: Die Passion der Holzschnitzer – Oberammergau auf den Spuren Jesu; ARD
- 2010: Abenteuer Wissen Spezial mit Karsten Schwanke – Das Geheimnis der Wale die Dokumentation; ZDF (Abenteuer Wissen)
- 2011: Jäger verlorener Schätze: Die Schatzinsel von Robinson Crusoe; ZDF-Terra X
- 2011: Der Fall Borgia; Begleitdokumentation zum 6-teiligen Fernseh-Event 'Borgia'; ZDF
- 2012: Tauchfahrt in die Vergangenheit: Gottfried, ZDF Terra X
- 2013: Die Macht der Jahreszeiten, ZDF Terra X
- 2013: Rätselhaftes Licht, ZDF Abenteuer Forschung
- 2013: Plünderer im Garten Eden, ZDF Abenteuer Forschung
- 2013: Das Ende des Ölzeitalters?, ZDF Abenteuer Forschung
- 2014: Leschs Kosmos – Das Gras schlägt zurück, ZDF
- 2014: Leschs Kosmos – Wenn Bewegung zur Falle wird, ZDF
- 2014: Das Kon-Tiki Abenteuer, ZDF Terra X
- 2015: Leschs Kosmos – Bakterien außer Kontrolle, ZDF
- 2015: Die Kanzlerfrauen – und Herr Sauer. Leben im Schatten der Macht, 45 min. ZDFinfo
- 2015: Deutschlands First Ladies, 90 min. ARD
- 2015: Herman, der Apache. Ein Deutscher unter Indianern, 45 min. ZDF Terra X
- 2016: Leschs Kosmos – Tschernobyl: Lehren aus dem Super-Gau?, ZDF
- 2017: Leschs Kosmos – Tschernobyl: Wettlauf gegen die Flut, ZDF

### Unterhaltung
- 1993–1992: Comedy Club (6-teiliger Comedyzusammenschnitt) für HR
- 1995–1996: Taxi (Talkshow) für ProSieben
- 1997–1998: Working Women (Magazin, 40 Folgen) für TM3
- 2004–2005: Windstärke 8 – Das Auswandererschiff 1855 (16-teilige Dokusoap / Living History); ARD, WDR
- 2006–2007: Auf nach Afrika (16-teilige Dokusoap); ARD, WDR
- 2009: Liebe ist Alles (6 × 45 min.) für WDR
- 2013: Der Haustier-Check, 1. Staffel, ZDF
- 2014: Der Haustier-Check, 2. Staffel, ZDF
- 2015: Windstärke 8 – Das unvergessene Abenteuer, ARD, WDR
- 2015: Der Haustier-Check, 3. Staffel, ZDF
- 2017: Der Haustier-Check, 4. Staffel, ZDF

## Preise und Nominierungen
- 2002: Hausmeister Krause Deutscher Comedypreis und nominiert für den deutschen Fernsehpreis
- 2004: Kanalschwimmer DOK.fest München
- 2005: Kanalschwimmer Deutscher Fernsehpreis für die Dokumentation und Baden-Württembergischer Dokumentarfilmpreis, sowie Award des New Zealand International Filmfestivals
- 2005: Houwelandt Filmfest München
- 2005: Windstärke 8 nominiert für den Grimme Online Award Kultur und nominiert für Banff World Television Award
- 2006: Felix – Prädikat „wertvoll“ (FBW)
- 2006: Troja – die wahre Geschichte nominiert für den „Banff World Television Award“
- 2007: Der Mondbär „Beste TV-Serie 2007“ (International Animated Film Festival, Vilnius) und Prädikat „wertvoll“ (FBW)
- 2008: Der Mondbär Kinder-Medien-Preis „Weißer Elefant“ und nominiert für „Schau hin!“ Publikumspreis 2008 (eine Initiative des BMFSFJ)
- 2009: Der Mondbär nominiert für „Goldener Spatz“ (Kinder Medien Festival, Gera)
- 2009: Prinzessin Lillifee Chicago International Children’s Film Festival
- 2009: Troja – die wahre Geschichte Internationales Archäologie-Filmfestival Rom,
- 2011: Hell, Förderpreis Deutscher Film REGIE ging an Tim Fehlbaum, TV-Spielfilm / Fresh Blood Award Publikumspreis[3] und Zürcher Filmpreis
- 2012: Hell, Bayerischer Filmpreis 2011 (Kategorie Schnitt), Best Film Award Fantasporto (Best Actress: Hannah Herzsprung), Nominierung Deutscher Filmpreis in 6 Kategorien, Deutscher Filmpreis für die beste Filmmusik (Lorenz Dangel)
- 2013: Ritter Rost – Eisenhart und voll verbeult, Kinder-Medien-Preis „Weißer Elefant“, nominiert für „Goldener Spatz“ (Kinder Medien Festival, Gera), 1. Preis der Kinderjury Chicago International Children’s Film Festival (CICFF, Kategorie: Animated Feature Film)
- 2016: Der kleine Drache Kokosnuss TV-Serie, 2. Platz des Flying Elephant Award | Animation Master Summit Kerala/Indien, Kinder-Medien-Preis „Weißer Elefant“